# Список приговорённых (фильм)
«Список приговорённых» (англ. «Hit List») — кинофильм 1989 г. в жанре экшн-триллера. В России также известен под названием «Список смертников» (в варианте перевода телеканала ТВ-6).
Слоган для фильма: «Они напали не на ту женщину… Они похитили не того ребёнка… И они сделали не того человека своей целью». Фильм был произведён Cinetel Films и распространялся на видеокассетах.

## Сюжет
Гангстеры наняты, чтобы убить свидетелей. У них есть осведомитель в полиции, который выдал имена и местонахождение свидетелей.
Когда Джек Коллинз приходит домой, его беременная жена в бессознательном состоянии лежит на кухне, его друг убит в гостиной, а сын похищен. Власти берут Коллинза под стражу. Но ему удаётся бежать и взять правосудие в свои руки.

## В ролях
- Ян-Майкл Винсент — Джек Коллинз
- Лео Росси — Фрэнк Ди Сальво
- Лэнс Хенриксен — Крис Калек
- Чарльз Напьер — Том Митчем
- Рип Торн — Вик Лука